# Mercedes-Benz W220
Mercedes-Benz W220 — четвёртое поколение флагманского семейства представительских автомобилей S-класса немецкой марки Mercedes-Benz, выпускавшихся с 1998 по 2005 год. Пришло на смену модели W140. В 2002 году претерпело рестайлинг, в ходе которого автомобиль получил обновление экстерьера и некоторой электроники, а также увеличилась линейка двигателей. В 2005 производство W220 было закончено, а на смену ему пришла модель Mercedes-Benz W221.
Выпускался в трёх кузовах: со стандартной колёсной базой (W220), удлинённой (V220), а также лимузин Pullman (VV220). В отличие от прежних представителей S-класса, W220 не имел версии в кузове купе, так как отделённый в 1996 году CL-класс уже самостоятельно развивался в рамках модели C215. Имеет версии, модифицированные подразделением Mercedes-AMG: S55, S63 и S65 AMG.
Во многих европейских странах модель S320 CDI пользовалась большой популярностью, что сделало W220 первым представителем S-класса, в котором дизельный двигатель привлёк широкий круг покупателей.

## История
Первые зарисовки дизайна автомобиля, который должен был заменить Mercedes-Benz W140, были созданы Стивом Маттином в конце 1992 года. Модель в масштабе 1:1 разработали в конце 1994 года. Дизайн серийной версии автомобиля был заморожен до 1995 года. Внешнее оформление W220, особенно передняя оптика, отрабатывался на экспериментальном концепт-каре Mercedes-Benz F200 1996 года. Прототип продемонстрировал значительно выделяющийся на то время стиль мышления, как в линиях экстерьера, так и в дизайне интерьера, который выражал элегантность и современность. Таким образом компания решила ответить на критику автомобиля W140, который имел более квадратный вид. Окончательный вариант внешнего вида нового S-класса был одобрен в июне 1998 года.
Автомобиль Mercedes-Benz W220 был представлен широкой публике в августе 1998 года на Парижском автосалоне. Первый серийный экземпляр сошёл с конвейера 13 августа того же года. Автомобиль включал более 30 технических инноваций и первоначально выпускался в двух вариантах кузова (стандартная и удлинённая колёсные базы) с 3-я версиями двигателей. Стартовыми модификациями выступили S320 (3.2-литровый двигатель V6 мощностью 165 кВт / 224 л. с.), S430 (двигатель V8 мощностью 205 кВт / 279 л. с.) и S500 (двигатель V8 мощностью 225 кВт / 306 л. с.). Продажи в Европе и Японии начались в декабре, а в марте следующего года — в США.
В 1999 году было налажено производство варианта в кузове купе в виде модели Mercedes-Benz C215, которая дебютировала на Женевском автосалоне. Впервые в стандартной комплектации автомобиля присутствовала система активного управления кузовом (Active Body Control). На момент старта продаж автомобиль предлагался с двумя вариантами двигателей: CL600 (V12, 270 кВт / 367 л. с.) и CL500 (V8, 225 кВт / 306 л. с.).
В 1999 году на Франкфуртском автосалоне были представлены версии S600 (с 12-цилиндровым двигателем), S320 CDI и S400 CDI. Остальные моторы получили обновление без изменения индексов. Модификация S600 была доступна только в качестве варианта с длинной колёсной базой. Недавно разработанный двигатель V12 позаимствовали у CL-класса. В стандартную комплектацию автомобиля вошли такие технические инновации, как автоматическое отключение цилиндров, поэтапное управление двойным зажиганием, трёхклапанная технология. Мощность двигателя составила 270 кВт (367 л. с.) с максимальным крутящим моментом в 530 ньютон-метров при 4100 об/мин. Разгон S600 от 0 до 100 км/ч составлял 6.3 секунды, максимальная скорость ограничена электроникой на отметке в 250 км/ч.
В США автомобили продавались с 2000 по 2006 год (некоторые модели). Они представляли собой модели S350 (с 2006 года, 3.7-литровый двигатель V6), S430, S500, S600 (с атмосферным двигателем или твин-турбо V12), S55 AMG и S65 AMG (твин-турбо V12). На момент выпуска автомобиля W220 США являлись вторым по величине рынком сбыта роскошных автомобилей S-класса за пределами Германии. Уже в 1999 году компания продала 189 437 единиц автомобиля и планировала увеличивать цифру. Полноприводная система 4MATIC стала доступна с 2003 года на версиях S430 и S500. Особенностью североамериканского рынка являлся пакет Designo (Espresso Edition и Silver Edition), который включал особую отделку (например деревянную из вяза) и цвет интерьера, а также некоторые изменения во внешнем виде автомобиля. Модель S65 AMG на американском рынке появилась в 2006 году совместно с дебютом Mercedes-Benz W221. Автомобиль оснащался V12 твин-турбо двигателем мощностью 604 л. с. с незначительными внешними и внутренними изменениями.
Через год после официального анонса компании удалось продать более 88 000 автомобилей Mercedes-Benz W220 по всему миру.

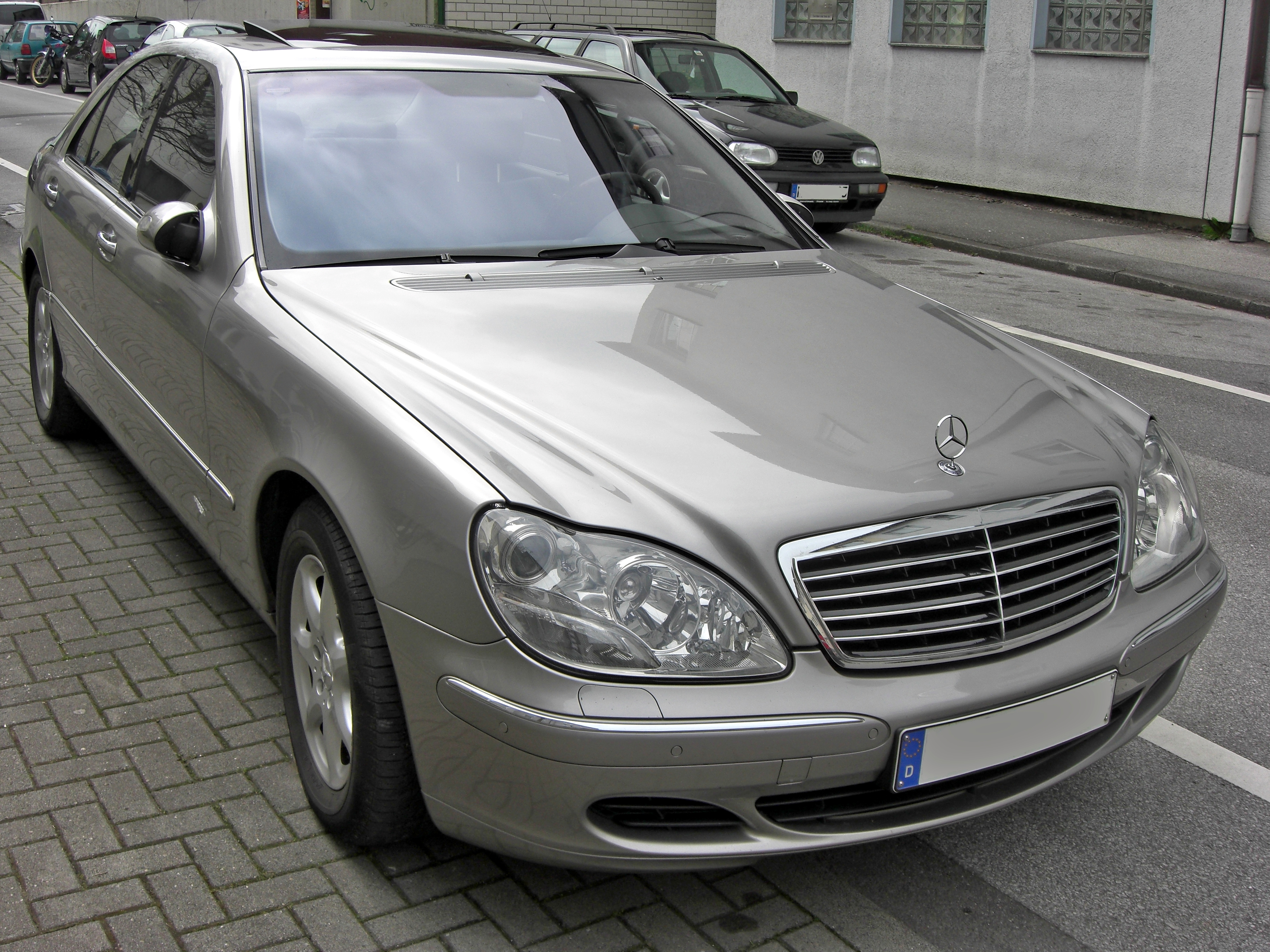
W220 после рестайлинга

В 2000 году концерн Daimler AG приступил к разработке концепции фейслифтинга для автомобиля. Модернизированная версия, получившая более аэродинамическую переднюю часть и обновлённые задние фонари, стала доступна для покупателей с сентября 2002 года. В целом, за исключением установленной решётки радиатора под более вертикальным углом, нового прозрачного корпуса для фар и более низких воздухозаборников на переднем бампере, общий вид автомобиля остался без изменений. Кроме того пополнилась линейка двигателей и появилась полноприводная версия 4MATIC с электронным управлением тяги, которая распределяла мощность двигателя следующим образом: 40 % на переднюю и 60 % на заднюю ось. Все автомобили серии в стандартной комплектации обзавелись системой мультимедиа COMMAND, а модель S600 получила дополнительно систему навигации. Удачные 4.3- и 5-литровые двигатели не подверглись изменениям. На заднеприводных версиях S430 и S500 с 2004 года начали устанавливать 7-ступенчатую автоматическую коробку переключения передач 7G-Tronic, в то время как на более мощных моделях S600 и AMG продолжали использовать 5G-Tronic в связи с ограничениями новой АКПП на передаваемый максимальный крутящий момент.
В 2001 году был представлен лимузин S-Class Pullman в кузове VV220. Длина колёсной базы увеличилась на 1 метр, ходовая часть и кузов были усилены. На момент выхода модельный ряд состоял из двух вариантов двигателей: 5.0-литровый V8 (225 кВт / 306 л. с.) и V12(270 кВт / 367 л. с.).
В 2005 году S-класс стал первым автомобилем, который получил экологический сертификат TÜV от немецкой комиссии по техническому соответствию экологически чистых компонентов.
В июне 2005 года W220 был заменён на нового представителя S-класса автомобиль Mercedes-Benz w221. Последняя выпущенная модификация была S65AMG в 2006 году. 

### Отозванные автомобили
В мае 2000 года в Австралии были отозваны автомобили Mercedes-Benz W/V220 из-за неисправности в электронной схеме нагревателя вентилятора, которая могла привести к его перегреву и последующей плавке окружающего пластикового или изоляционного материала.
В мае 2004 года в Австралии были отозваны длиннобазные модели S600 с V12 бензиновым двигателем из-за возможной утечки из гидравлической линии системы активного контроля кузова (ABS). В сентябре того же года снова отозвали Mercedes-Benz W/V220 из-за возможной выхода из строя предохранителей вентилятора при более высоких температурах, когда он работал на максимальных значениях в течение длительного периода времени.
В 2006 году около 24 000 автомобилей S-класса, проданных в Китае с конца 1998 по 2005 год были отозваны в связи с дефектом топливного бака.
В июле 2007 года в Австралии отозвали Mercedes-Benz W220/V220 с шести- и восьмицилиндровыми двигателями, выпущенные до марта 2004 года. Причина отзыва — потенциальная коррозия в стальной оплётке гидравлического шланга системы ABC в результате воздействия влаги и тепла.

## Описание

### Экстерьер

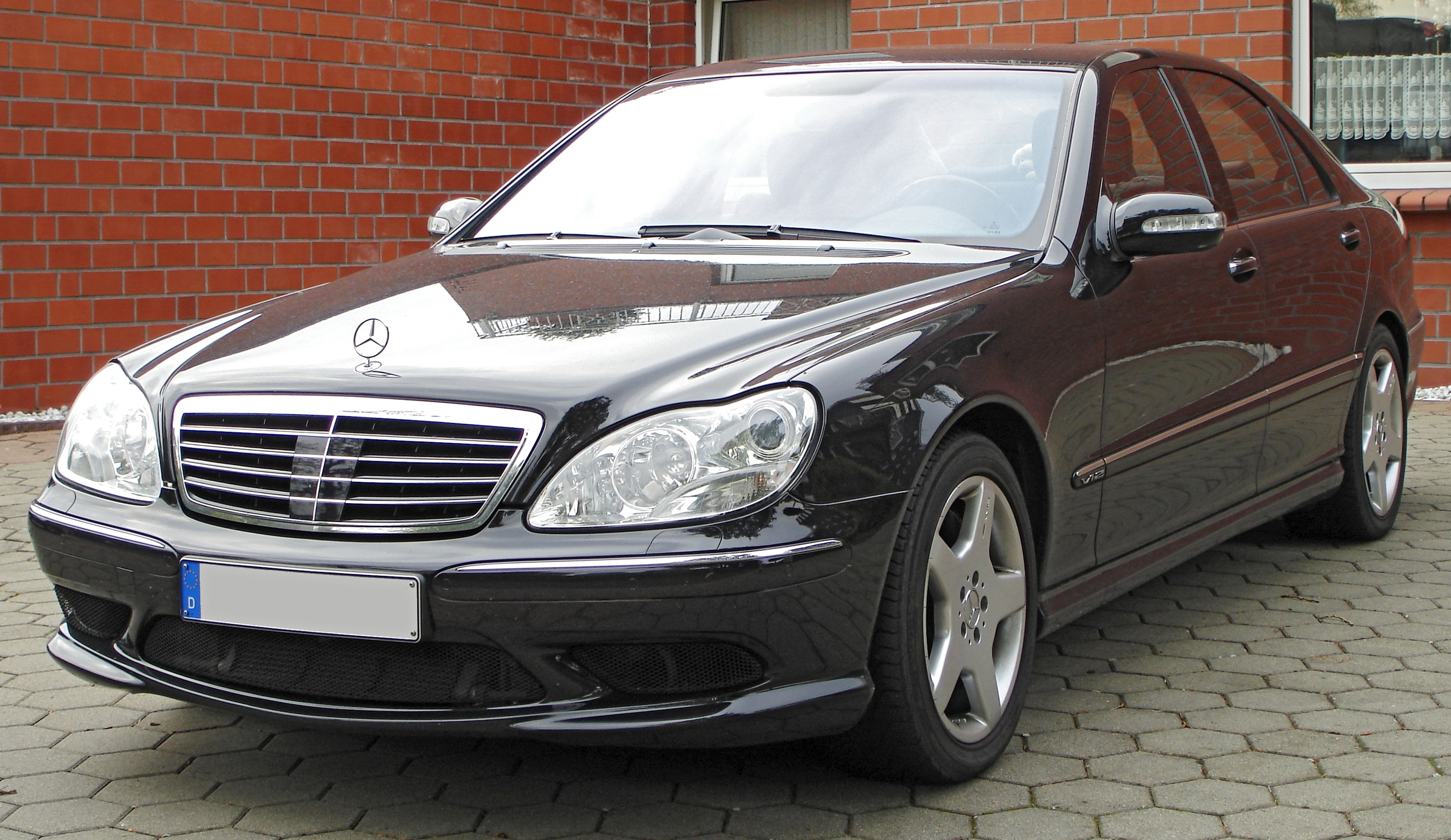
W220 S600

Дизайн автомобиля W220 великолепно гармонирует со сложной техникой и подчеркивает важнейшие свойства, присущие седану: элегантность, динамику, качество и комфорт. Важнейшими стилистическими элементами являются купеобразный силуэт, придающий новому S-классу спортивный и, в то же время, элегантный вид, а также привлекательная передняя часть автомобиля с характерными фарами и типичной решёткой радиатора.
Одновременно с увеличением длины салона на 17 мм, длина кузова нового S-класса уменьшилась на 75 мм. Длина салона модели с удлиненной колесной базой больше, чем у предыдущей модели на 37 мм.
Автомобиль Mercedes-Benz W220 при сохранении и улучшении многих технологических характеристик и обновлении электрооборудования почти на 300 кг легче и на 120 мм короче своего предшественника, что является одним из самых важных условий для снижения расхода топлива и повышения маневренности. Благодаря облегчённой конструкции, повышенной аэродинамической эффективности (коэффициент Cd равен 0.27) и передовым шести- и восьмицилиндровым двигателям, автомобиль W220 сохраняет около 12—17 % топлива, в зависимости от конкретного двигателя, по сравнению с предыдущими моделями предшественника.
Рестайлинг 2002 года придал ещё больший акцент гибкости и изящности автомобиля. Воздухозаборники переднего бампера получили новый дизайн, что сделало кузов визуально более широким и даже более мощным на вид. Решётке радиатора дизайнеры придали большую высоту и расположили её под более крутым углом, чем на модели 1998 года.

### Интерьер

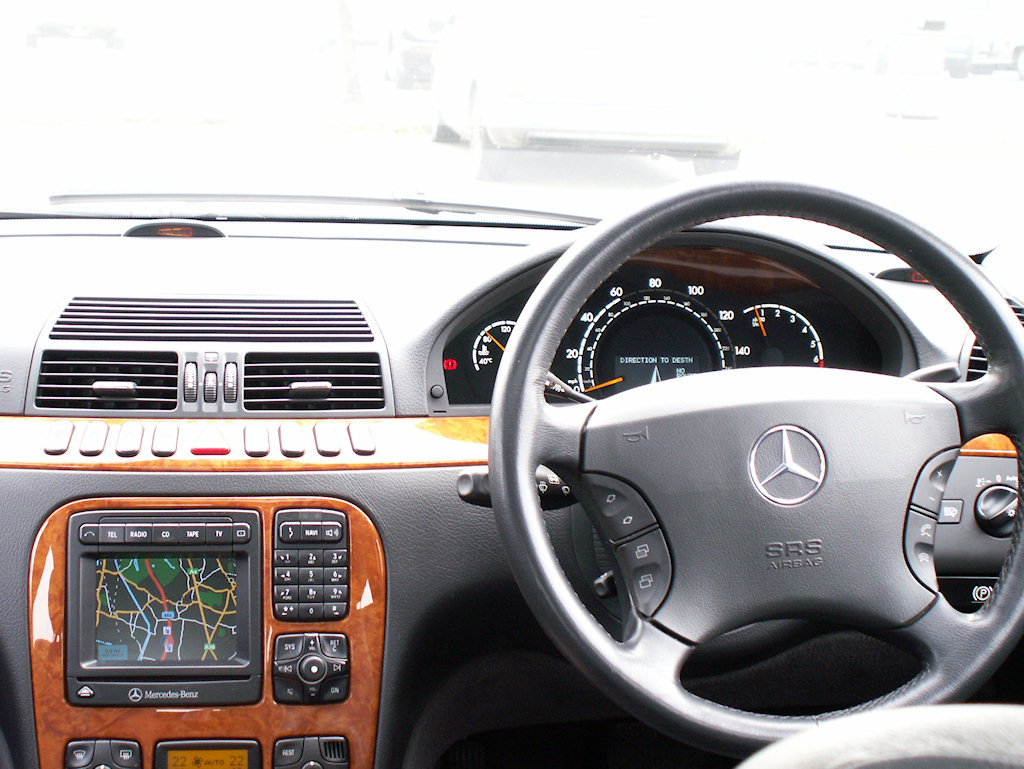
Интерьер дорестайлового W220

В салоне автомобиля установлены комфортабельные, вентилируемые сиденья с многоконтурной спинкой.
Электронная система COMMAND облегчает пользование автомагнитолой, телефоном, навигационной системой и телевизором. Приборная доска оборудована центральным дисплеем, позволяющим индивидуально настраивать различные функции автомобиля.
Кроме того, на автомобиле присутствовала автоматизированная система климат-контроля с угольным фильтром. На заказ можно было оснастить W220 системой Linguatronic, которая распознавала голосовые команды, благодаря чему водитель и пассажиры получали возможность удалённого оперирования телефоном либо системой мультимедиа.

### Шасси
Mercedes-Benz W220 стал первым автомобилем, на который компания Mercedes-Benz установила пневматическую подвеску после 2000 года, AIRMATIC, которая имела фиксированные настройки подвески под разные стили вождения («Sport», «Comfort» и т. д.). Увеличение или уменьшение дорожного просвета достигалось путём изменения давления в баллонах пневмоподвески.
На автомобиль устанавливалась многорычажная независимая подвеска на передней и задней осях. За счёт входящей в базовую комплектацию подвески с пневматическими демпфирующими элементами, достигался высокий уровень комфорта при движения. Комбинация пневматической подвески с адаптивной демпфирующей системой автоматически изменяют жёсткость стоек-амортизаторов в зависимости от неровности дороги.
Для обеспечения безопасности движения новый S-класс оборудовался электронной противозаносной системой (ESP), усилителем экстренного торможения (BAS) и антиблокировочной системой (ABS). С осени 2002 года стала доступна на заказ полноприводная версия 4MATIC.
Все версии W220 оборудовались в стандартной комплектации 5-ступенчатой автоматической коробкой передач 5G-Tronic.
Базовая тормозная система — гидравлическая, двухконтурная с вакуумным усилителем. Тормозные механизмы применялись дисковые, вентилируемые на всех колёсах. Стояночный тормоз устанавливался ножной. Рулевой механизм — с циркулирующими шариками.

### Двигатели
Среди моделей с бензиновыми двигателями базовой являлась S320 с двигателем М112 (3199 см3, V6, 224 л. с., 315 Н·м), хотя имелась также облегченная версия S280 для экспорта в Азию (тот же М112, но с рабочим объёмом 2799 см3, V6, 197 л. с., 270 Н·м). По мощности М112 мотор немного уступал М104 на W140, но был более экономичным.
Бензиновые двигатели нового S-класса, благодаря конструкции с 3-я клапанами и 2-я свечами зажигания на цилиндр и применению лёгких сплавов, расходовали топлива на 13-17 % меньше, чем двигатели предыдущей модели. Автоматическое отключение цилиндров на моделях S500 также способствовало снижению расхода топлива V-образного восьмицилиндрового двигателя ещё на 7 %.
Модель S430 оснащалась двигателем V8 М113 с рабочим объёмом в 4296 см3, развивающим мощность в 279 л. с. и 400 Н·м крутящего момента. Тем же двигателем оснащался и автомобиль S500 (4966 см3, 306 л. с., 460 Н·м). На топовую модель S600 устанавливался новый двигатель М137 (5786 см3, V12, 367 л. с., 530 Н·м)
Применение технологии Common Rail для дизельных двигателей позволило значительно снизить расход топлива, поэтому самой популярной моделью дизельной линейки W220 стала S320 CDI, изначально имевшая турбодизель OM613 (компоновка I6, объём 3222 см3, мощность 197 л. с., 470 Н·м). С 1999 года выпускался вариант S400 CDI с двигателем OM628 в компоновке V8 (3996 см3, 250 л. с., 560 Н·м).
В 1999 году компания Mercedes-Benz приобрела тюнинг-ателье AMG, которое стала её официальным подразделением, специализирующимся на производстве мощных модификацией автомобилей марки. После этого события для нового S-класса была выпущена модель S55 AMG, которая комплектовалась спортивными подвеской и тормозами, а также двигателем М113 (5439 см3 V8), имевшим мощность в 360 л. с. при крутящем моменте в 530 Н·м.
В 2002 году автомобиль подвергся модернизации, в ходе чего помимо внешних деталей W220 получил целый ряд новых двигателей. Для нового рынка S320 CDI оснастили новым мотором OM648 (3222 см3, R6, 204 л. с., 500 Н·м.), а S320 заменили на S350 с тем же M112 мотором, но с увеличенным до 3724 см3 рабочим объёмом и мощностью 245 л. с. при 350 Н·м крутящего момента. На S600 установили новый битурбированный V12 двигатель M275 (5513 см3, 500 л. с. 700 Н·м). Подразделение AMG дополнило модель S55 AMG нагнетателем и интеркулером, которые увеличили мощность силового агрегата до 500 л. с. и крутящий момент до 700 Н·м. В 2001 лимитированной серией был выпущен автомобиль с V12 двигателем M137 — S63 AMG, имевший рабочий объём в 6258 см3 и мощность в 444 л. с. при 620 Н·м крутящего момента.
В 2004 году была выпущена самая мощная модель S65 AMG с двигателем M275. Инженеры подразделения Mercedes-AMG увеличили его рабочий объём до 5980 см3 и установили две турбины с давлением наддува в 1.5 бар. В результате мощность мотора достигла 612 л. с., а крутящий момент уже при 2000 об/мин составлял 1200 Н·м, но из-за ограничений автоматической коробки передач максимальный крутящий момент был ограничен электроникой на отметке в 1000 Н·м.

#### Бензиновые
| Модель             | Двигатель              | Рабочий объём см3 | Мощность л. с. @ об/мин | Крутящий момент Н·м @ об/мин | Масса кг | Максимальная скорость км/ч | Скорость разгона 0-100 км/ч, сек | Средний расход топлива (л/100 км) | Годы производства |
| ------------------ | ---------------------- | ----------------- | ----------------------- | ---------------------------- | -------- | -------------------------- | -------------------------------- | --------------------------------- | ----------------- |
| S280               | M112 E28 (112.922ME)   | 2799              | 197/5700                | 270/3000-5000                | 1695     | 230                        | 9.7                              | 11.1                              | 12/1998-09/2005   |
| S320               | M112 E32 (112.944ME)   | 3199              | 224/5600                | 315/ 3000-4800               | 1700     | 240                        | 8.2                              | 11.5                              | 07/1998-09/2002   |
| S350               | M112 E37 (112.972)     | 3724              | 245/5700                | 350/ 3000-4500               | 1735     | 246                        | 7.6                              | 11.1                              | 09/2002-09/2005   |
| S350 4MATIC        | M112 E37 (112.975)     | 3724              | 245/5700                | 350/ 3000-4500               | 1800     | 241                        | 7.9                              | 11.8                              | 09/2002-09/2005   |
| S430               | M113 E43 (113.941ME)   | 4266              | 279/5750                | 400/ 3000-4400               | 1780     | 250                        | 7.3                              | 12.3                              | 07/1998-09/2003   |
| S430               | M113 E43 (113.941ME)   | 4266              | 279/5750                | 400/ 3000-4400               | 1780     | 250                        | 7.3                              | 12.3                              | 09/2003-09/2005   |
| S430 4MATIC        | M113 E43 (113.948)     | 4266              | 279/5750                | 400/ 3000-4400               | 1830     | 250                        | 7.4                              | 12.5                              | 09/2002-09/2003   |
| S430 4MATIC        | M113 E43 (113.948)     | 4266              | 279/5750                | 400/ 3000-4400               | 1830     | 250                        | 7.4                              | 12.5                              | 09/2003-09/2005   |
| S500               | M113 E50 (113.960ME)   | 4966              | 306/5600                | 460/ 2700-4200               | 1780     | 250                        | 6.5                              | 13.4                              | 09/1998-09/2003   |
| S500               | M113 E50 (113.960ME)   | 4966              | 306/5600                | 460/ 2700-4200               | 1780     | 250                        | 6.5                              | 13.4                              | 09/2003-09/2005   |
| S500 4MATIC        | M113 E50 (113.966)     | 4966              | 306/5600                | 460/ 2700-4200               | 1830     | 250                        | 6.5                              | 13.8                              | 09/2002-09/2003   |
| S500 4MATIC        | M113 E50 (113.966)     | 4966              | 306/5600                | 460/ 2700-4200               | 1830     | 250                        | 6.5                              | 13.8                              | 09/2003-09/2005   |
| S600               | M137 E58 (137.970ME)   | 5786              | 367/5500                | 530/4100                     | 1960     | 250                        | 6.3                              | 13.4                              | 01/2000-09/2002   |
| S600               | M275 KE55 LA (275.950) | 5513              | 500/5000                | 800/ 1800-3500               | 1985     | 250                        | 4.8                              | 14.7                              | 09/2002-09/2005   |
| S55 AMG            | M113 E54 (113.986)     | 5439              | 360/5500                | 530/ 3150-4500               | 1810     | 250                        | 6                                | 13                                | 03/1999-09/2002   |
| S55 AMG Kompressor | M113 E55 ML (113.991)  | 5439              | 500/6100                | 700/2750                     | 1910     | 250                        | 4.8                              | 13.2                              | 09/2002-09/2005   |
| S63 AMG            | M137 E63 (137.980)     | 6258              | 444/5500                | 620/4400                     | 1960     | 250                        | 5.7                              | 14.1                              | 09/2001-09/2002   |
| S65 AMG            | M275 KE60 LA (275.980) | 5980              | 612/5100                | 1000/ 2000-4000              | 2145     | 250                        | 4.4                              | 15                                | 12/2004-09/2005   |

#### Дизельные
| Модель   | Двигатель               | Рабочий объём см3 | Мощность л. с. @ об/мин | Крутящий момент Н·м @ об/мин | Масса кг | Максимальная скорость км/ч | Скорость разгона 0-100 км/ч, сек | Средний расход топлива (л/100 км) | Годы производства |
| -------- | ----------------------- | ----------------- | ----------------------- | ---------------------------- | -------- | -------------------------- | -------------------------------- | --------------------------------- | ----------------- |
| S320 CDI | OM613 DE32 LA (613.960) | 3220              | 197/4200                | 470/ 1800-2800               | 1830     | 230                        | 8.8                              | 8                                 | 11/1999-09/2002   |
| S320 CDI | OM648 DE32 LA (648.960) | 3220              | 204/4200                | 500/1800                     | 1830     | 235                        | 8.2                              | 7.7                               | 09/2002-09/2005   |
| S400 CDI | OM628 DE40 LA (613.960) | 3996              | 250/4000                | 560/ 1700-2600               | 1830     | 250                        | 7.8                              | 8                                 | 11/2000-09/2003   |
| S400 CDI | OM628 DE40 LA (613.960) | 3996              | 260/4000                | 560/ 1700-2600               | 1830     | 250                        | 7.8                              | 8                                 | 09/2003-09/2005   |

### Безопасность
Несмотря на наличие более лёгкого корпуса конструкторам компании удалось оптимизировать и улучшить качество защиты водителя и пассажиров. Оконные подушки безопасности стали стандартом для всех версий W220 и простирались от передней стойки к задней. На все двери устанавливались боковые подушки безопасности. Большое внимание было уделено проектированию кузова с целью снижения риска получения травмы в случае бокового удара. Благодаря использованию высокопрочной стали и дополнительных защитных элементов, а также разработки больших зон деформации, новый S-класс обеспечивал ещё большую безопасность, чем предыдущая модель.
Другие стандартные технические решения в области безопасности включали ограничители силы натяжения ремней для передних и задних крайних сидений, подушку безопасности переднего пассажира с двухступенчатым газогенератором и систему автоматического распознавания детского сидения на месте переднего пассажира.
Автомобиль W220 оснащался радарным круиз-контролем DISTRONIC, который способен поддерживать заданное расстояние до впереди идущего автомобиля. Если расстояние уменьшается, то механизм активирует тормозную систему. В ином случае круиз-контроль поддерживает установленную водителем скорость. Компьютер обрабатывает сигналы радара, который установлен за решёткой радиатора, на скорости от 30 до 180 км/час. Импульсы датчика отражаются от впереди идущего автомобиля, обрабатываются и на основании этой информации рассчитывается расстояние до переднего автомобиля и его скорость. Если автомобиль с системой DISTRONIC приближается слишком быстро к переднему автомобилю, то система автоматически уменьшает газ и повышает тормозное усилие, чтобы поддержать заданное расстояние. Если необходимо мощное тормозное усилие, то водитель информируется об этом с помощью акустического сигнала и предостерегающей лампочки. Если расстояние до впереди идущего транспортного средства увеличивается, то система ускоряет автомобиль до требуемой скорости.
Все модели нового S-класса оснащались компьютерной системой стабилизации против заносов ESP, а также функцией Brake Assist для помощи водителю при резком торможении.
При обновлении 2002 года системы ESP и Brake Assist были включены в новую систему превентивной безопасности водителя и пассажиров под названием PRE-SAFE, с которой компания запустила новую эру автомобильной безопасности. Данная технология способна распознавать возможное возникновение аварии заранее и подготавливаться к ней. Это достигается путём подтягивания ремней безопасности, выравнивании сидений и закрытии люка и окон. Система также способна открывать окна для избавления от воздушного удара, опасного прежде всего для барабанных перепонок, вызываемого резким раскрытием подушек безопасности.
Ввиду экономии топлива для больших двигателей на S500 и S600 дебютировала разработанная концерном Daimler AG система активного контроля цилиндров, при которой все цилиндры работают только при оборотах выше холостых. Для комфортного управления на автомобиль W220 устанавливалось зеркало заднего вида, которое при ярком свете фар сзади идущего автомобиля автоматически затемнялось для того, чтобы не слепить водителя. Внешние зеркала оснащались функцией подогрева.
Различные рамки и переборки, выполненные из алюминия и/или высокопрочной стали, значительно повышали пассивную безопасность автомобиля. Кроме того, передняя и задняя часть W220 включали легко-заменимые алюминиевые аварийные коробки.
Тем не менее, информация о прохождении автомобилей S-класса краш-тестов таких организаций, как Euro NCAP, Страховой институт дорожной безопасности (США) или Национальное управление безопасностью движения на трассах, (США) отсутствует.

### Системы комфорта
Помимо автоматического круиз-контроля, системы COMMAND и климат-контроля с пыльцой и угольными фильтрами автомобиль W220 оснащался следующими технически решениями:
- система Speedtronic для контроля скорости движения на основе данных об ограничениях скорости;
- смарт-ключ Keyless Go для дистанционного управления дверьми и двигателем;
- стеклоочистители с датчиком дождя;
- система с датчиками света, автоматически активирующая или деактивирующая фары ближнего света в зависимости от освещения;
- парктроники со звуковым и визуальным сигналом;
- автоматический подогрев наружных зеркал;
- опциональная акустическая система BOSE;
- функция открытия/закрытия всех 4-х окон автомобиля при открытии/закрытии дверей в летнее время;
- самостоятельно открывающийся/закрывающийся топливный бак;
- самозакрывающиеся двери;
- электрические регулируемые сиденья (по заказу с функцией памяти и мульти-контурными спинками и функцией массажа);
- автоматическое затемнение боковых зеркал водителя с целью предотвращения ослепления автомобилями позади;
- ксеноновая HID оптика (стандарт с 2002 года).

## AMG модификации

### S55 AMG

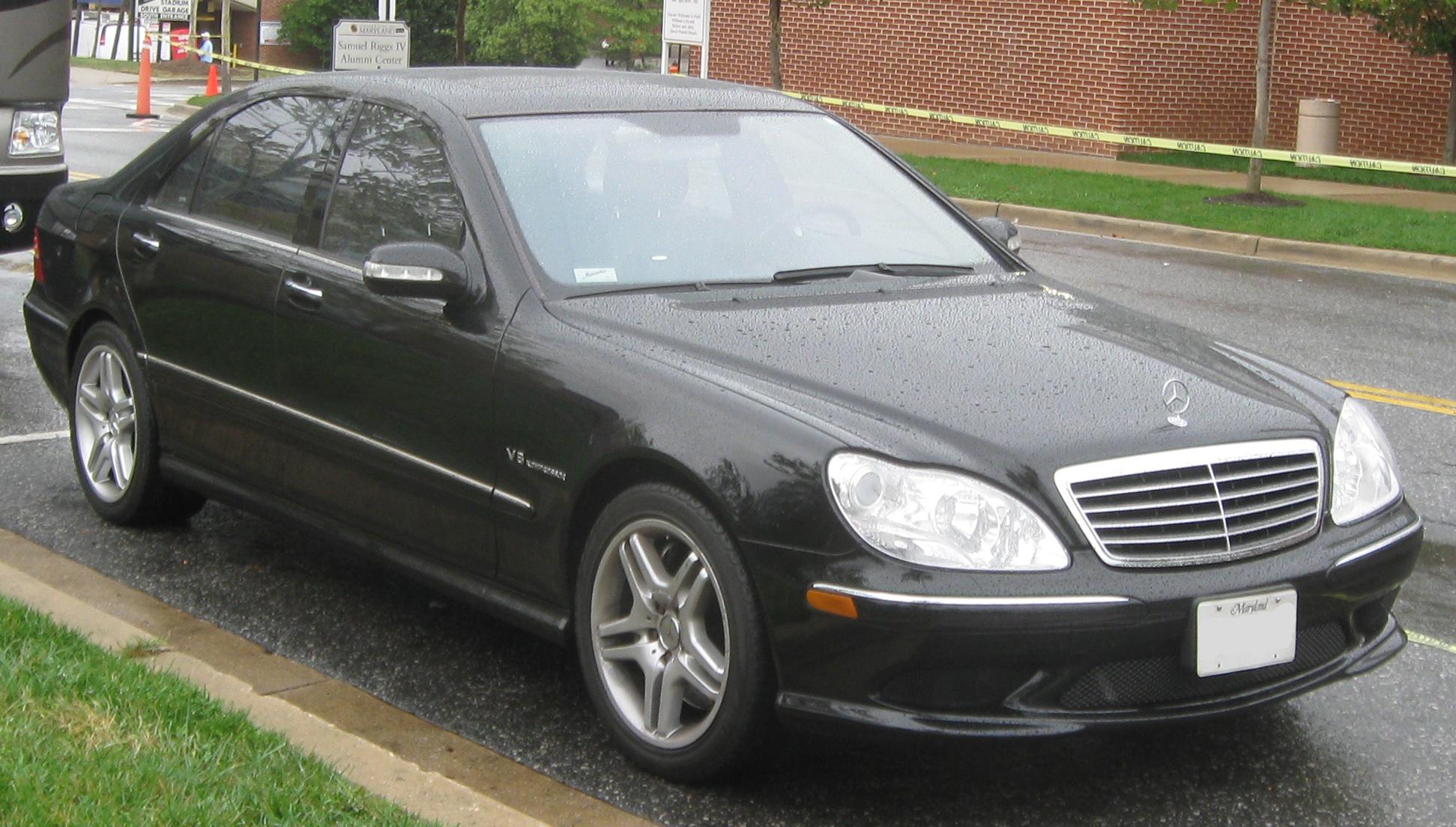
S55 AMG

Первой модификацией автомобиля W220 стал «заряженный» S55 AMG, разработанный и представленный публике в 1999 году недавно поглощённым концерном Daimler AG тюнинг-ателье AMG. На автомобиль установили восьмицилиндровый атмосферный двигатель M113 E55 мощностью в 265 кВт / 360 л. с. при 3150 об/мин и модернизированную 5-ступенчатую автоматическую коробку передач 5G-Tronic. В стандартную комплектацию вошли 245/45ZR передние и 275/40ZR задние 18-дюймовые колёсные диски из алюминиевого сплава. Большим плюсом новой мощной модели стала прекрасная управляемость и маневренность даже на скоростях свыше 200 км/ч. Скорость разгона автомобиля с 0 до 100 км/ч составляла 6 секунд. На трассе автомобиль потреблял 9.7 л, в городском цикле — 19.7 л. Продажи в Европе стартовали в 1999—2000 годах. S55 AMG стал реальным конкурентом автомобилей 7 серии компании BMW.
В 2002 году с общим рестайлингом S-класса подразделение AMG обновило и S55 AMG. Модель оснастили нагнетателем и интеркулером, которые увеличили мощность силового агрегата до 500 л. с. и крутящий момент до 700 Н·м. При таких параметрах скорость разгона автомобиля до 100 км/ч составила 4.9 секунд. Кроме того, модель оснастили улучшенными тормозными (361 мм передние и 330 мм задние) и новыми легкосплавными дисками, а также системой активного контроля кузова Active Body Control. Модель с наддувом обозначалась шильдиком Kompressor. Постоянно работающая система АВС поддерживала режим «Sport», который уменьшал крен кузова на 95 % (68 % в нормальной обстановке).

### S63 AMG
В ноябре 2001 года лимитированной серией был выпущен автомобиль с V12 двигателем M137 — S63 AMG, имеющий рабочий объём в 6258 см3. Благодаря переработанной системе управления, новому блок цилиндров и системе охлаждения, облегчённым поршням, распредвалу с большой подъёмной силой и особым клапанам мощность силового агрегата составила 444 л. с. при 620 Н·м крутящего момента. Скорость разгона автомобиля с 0 до 100 км/ч составляла 5.7 секунд.
Несмотря на это, инженеры-конструкторы подразделения Mercedes-AMG разочаровались результатом собственной работы — 3-клапанная конфигурация двигателя M137 плохо подходила для повышения производительности автомобиля. Автомобиль выпускался всего месяц и так и не попал на рынок США.

### S65 AMG

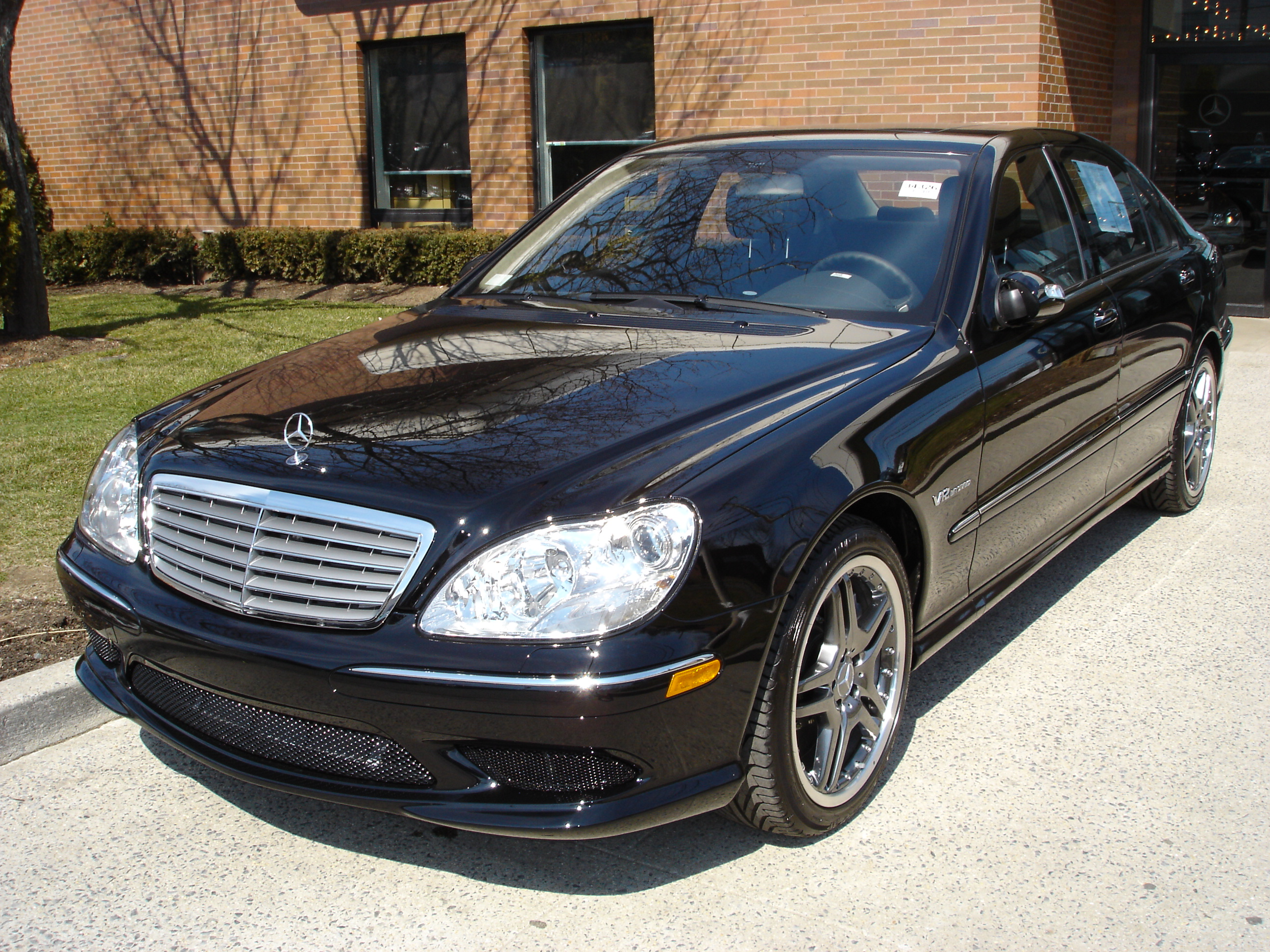
S65 AMG

Самый мощный вариант S-класса на базе седана W220 был представлен подразделением Mercedes-AMG в 2004 году. Модель S65 AMG оснастили двигателем M275 c увеличенным до 5980 см3 рабочим объёмом и двумя турбинами с давлением наддува в 1.5 бар. В результате мощность мотора достигла 612 л. с., а крутящий момент уже при 2000 об/мин составлял 1200 Н·м (фактических 1000 Н·м, ограниченных электроникой из-за ограничений АКПП). Максимальная скорость ограничивалась электроникой на отметке в 250 км/ч. Автомобиль выпускался только в варианте с удлинённой колёсной базой, из-за чего его вес был на 65 кг и 110 кг тяжелее, чем модели CL65 и SL65 соответственно. Несмотря на это скорость разгона S65 AMG до 100 км/ч составляла 4.4 секунды. Внешние изменения включали переработанные передний и задний бамперы. Искусно оформленный интерьер салона включал самые передовые технологические новшества.
Как и другие модели AMG, мощный представитель S-класса комплектовался мощной тормозной системой с вентилируемыми передними и задними дисками, а также модернизированной коробкой передач AMG SPEEDSHIFT с возможностью ручного переключения. Кроме того, на нём присутствовали технология Active Body Control и электронная система стабилизации ESP. Выброс CO2 составлял 355 г/км.
Цена на автомобиль в 2006 году составляла около $170 000.

## Продажи
Всего за время производства было выпущено 484 683 единиц автомобиля Mercedes-Benz W220. Эта цифра побила значение, достигнутое предшественником W140.
Самой популярной моделью стала S500 с удлинённой колёсной базой, продажи которой составили 108 823 единиц.
| Календарный год | США    | Германия | Европа |
| --------------- | ------ | -------- | ------ |
| 1999            |        | 22 966   | 33 667 |
| 2000            |        | 21 266   | 31 395 |
| 2001            | 25 998 | 18 347   | 30 609 |
| 2002            | 21 118 | 11 395   | 21 331 |
| 2003            | 22 940 | 9865     | 18 469 |
| 2004            | 20 460 | 7045     | 13 795 |
| 2005            | 16 036 | 6718     | 12 609 |

## Галерея

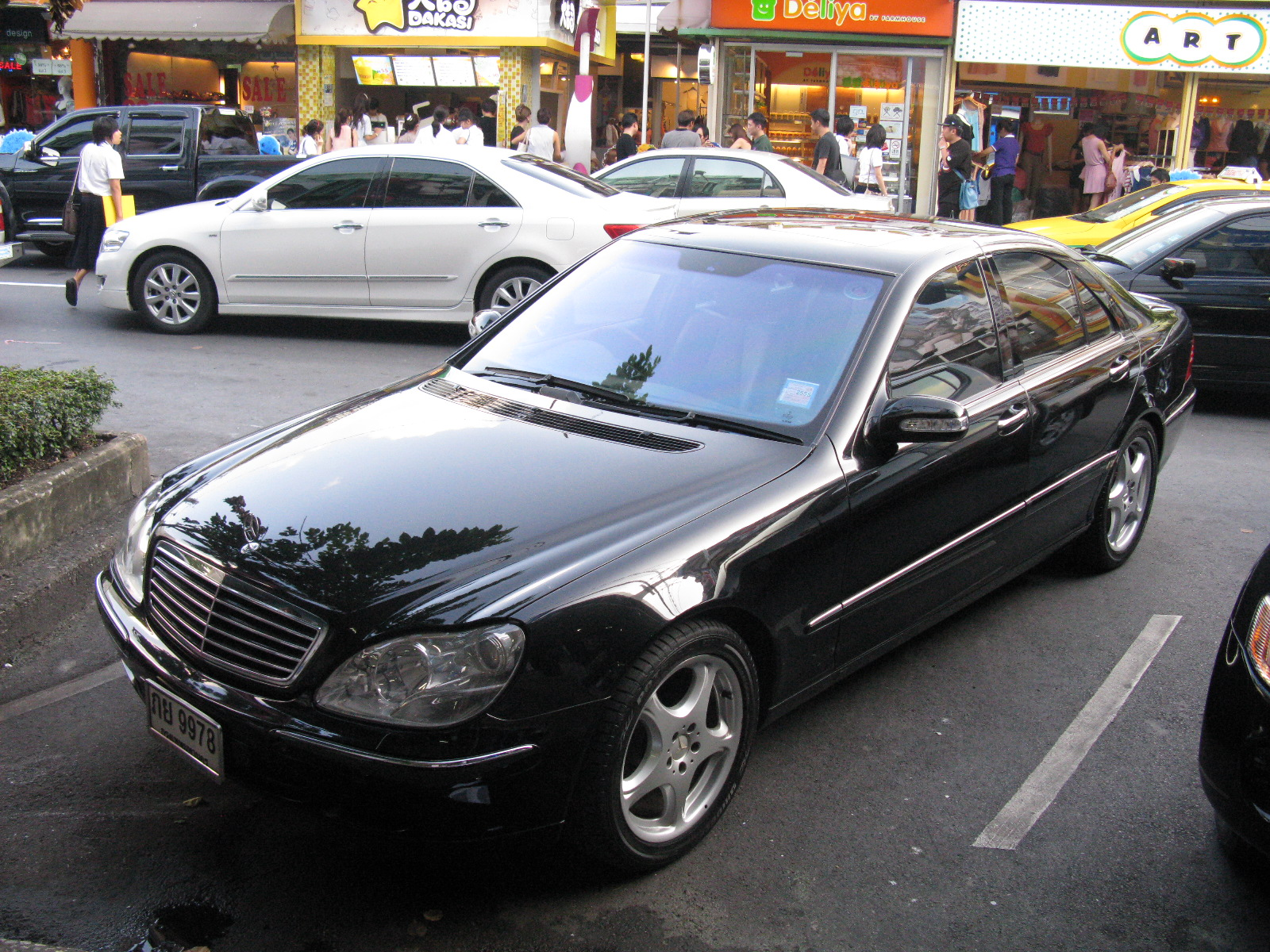
W220, вид спереди
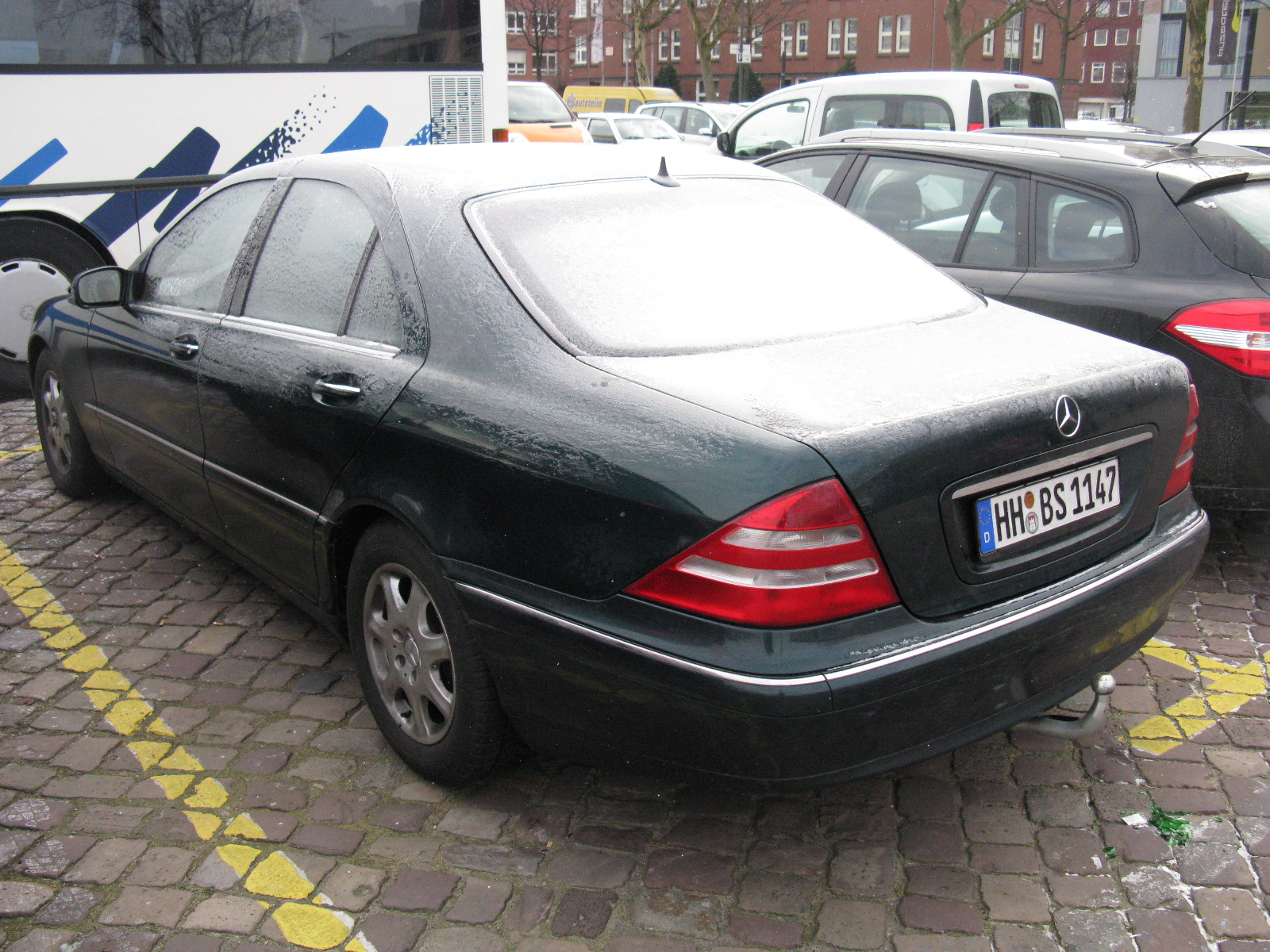
W220, вид сзади
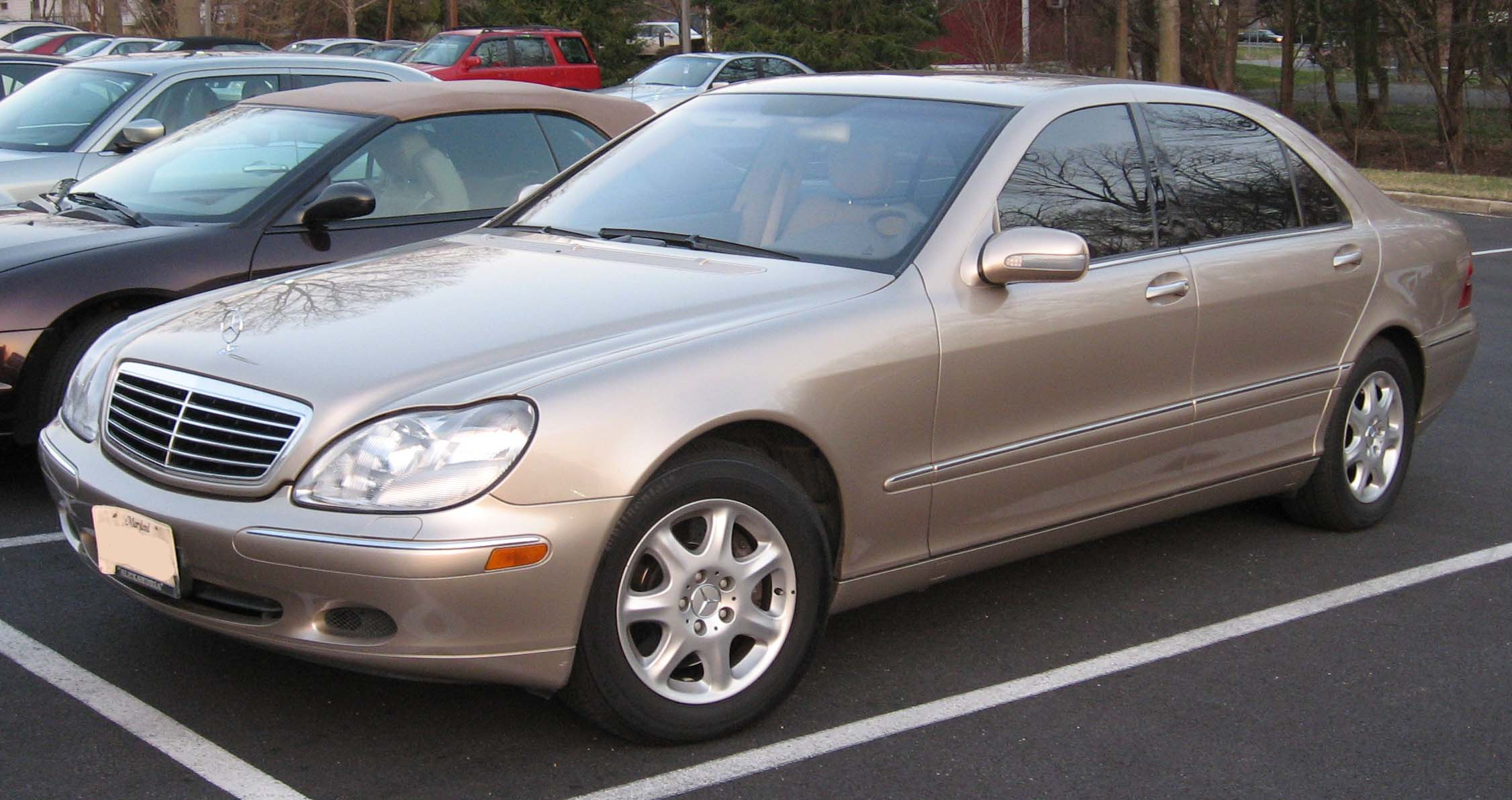
W220 S430, США
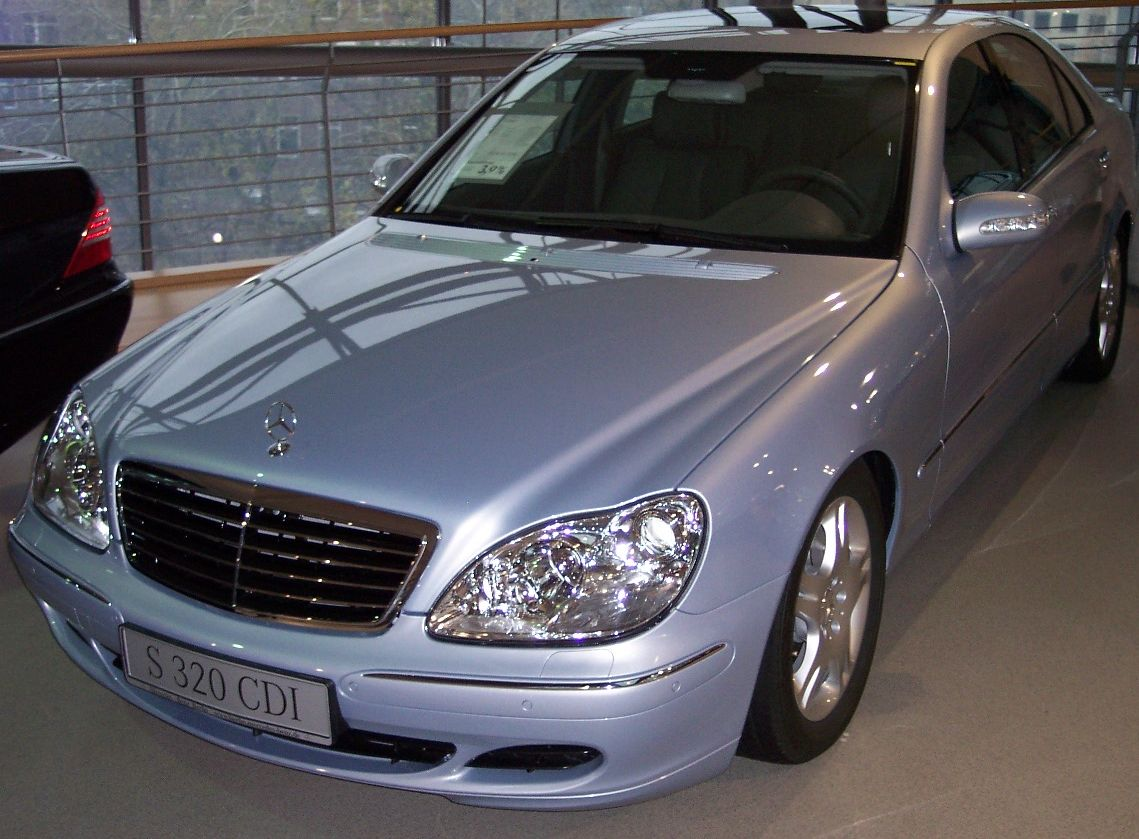
Дизельный S320 CDI, рестайлинг
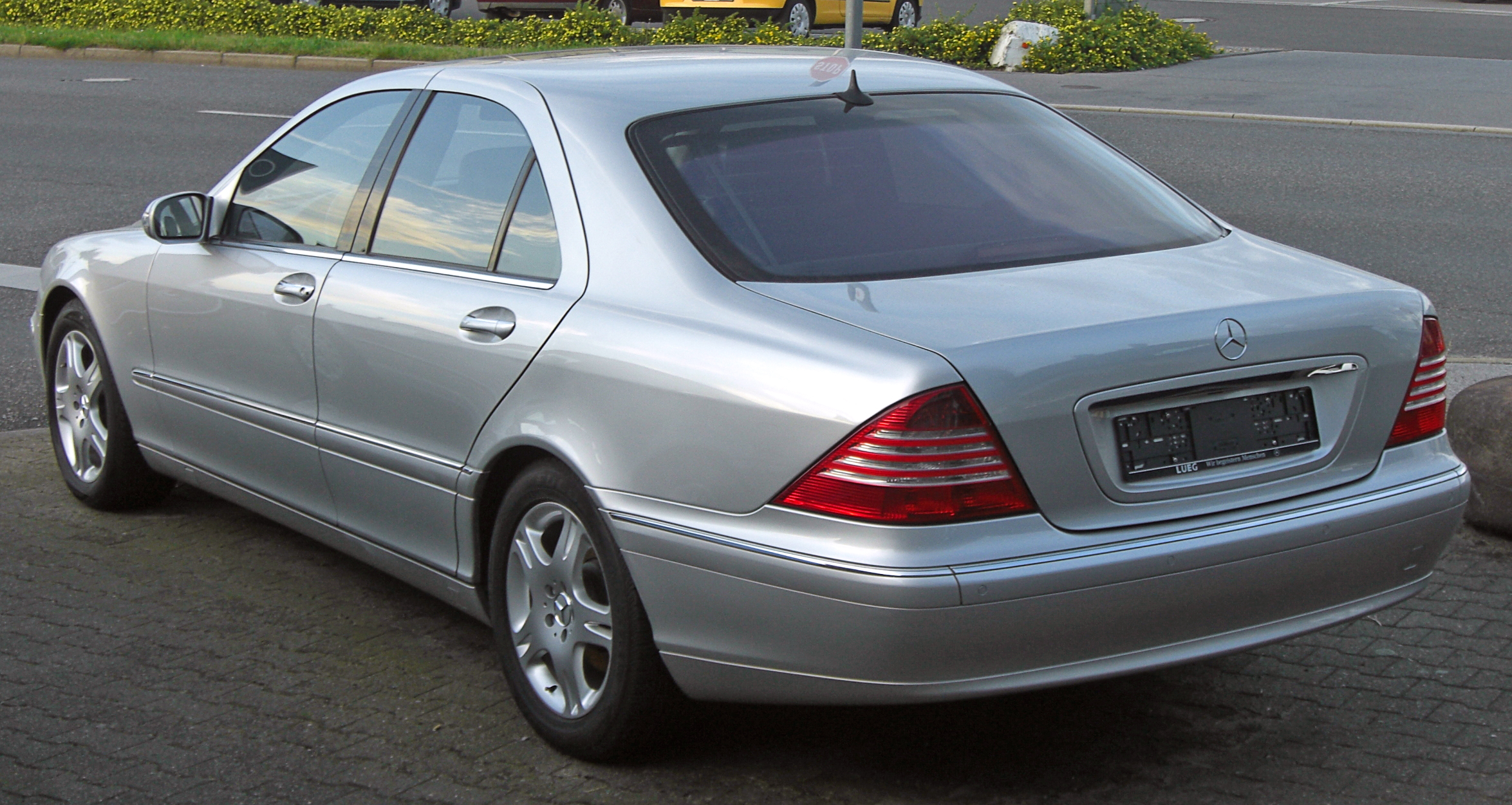
S320 CDI, вид сзади
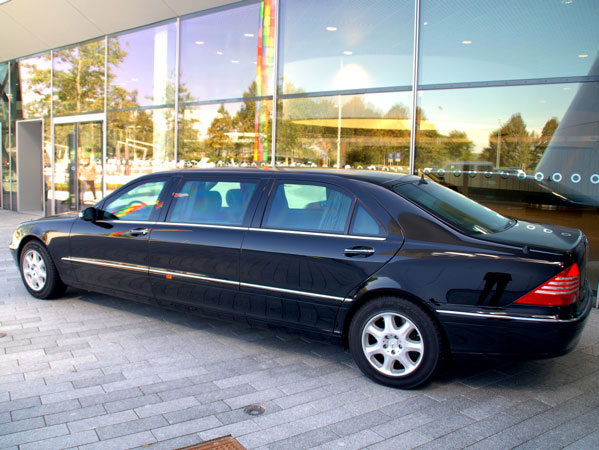
Pullman лимузин
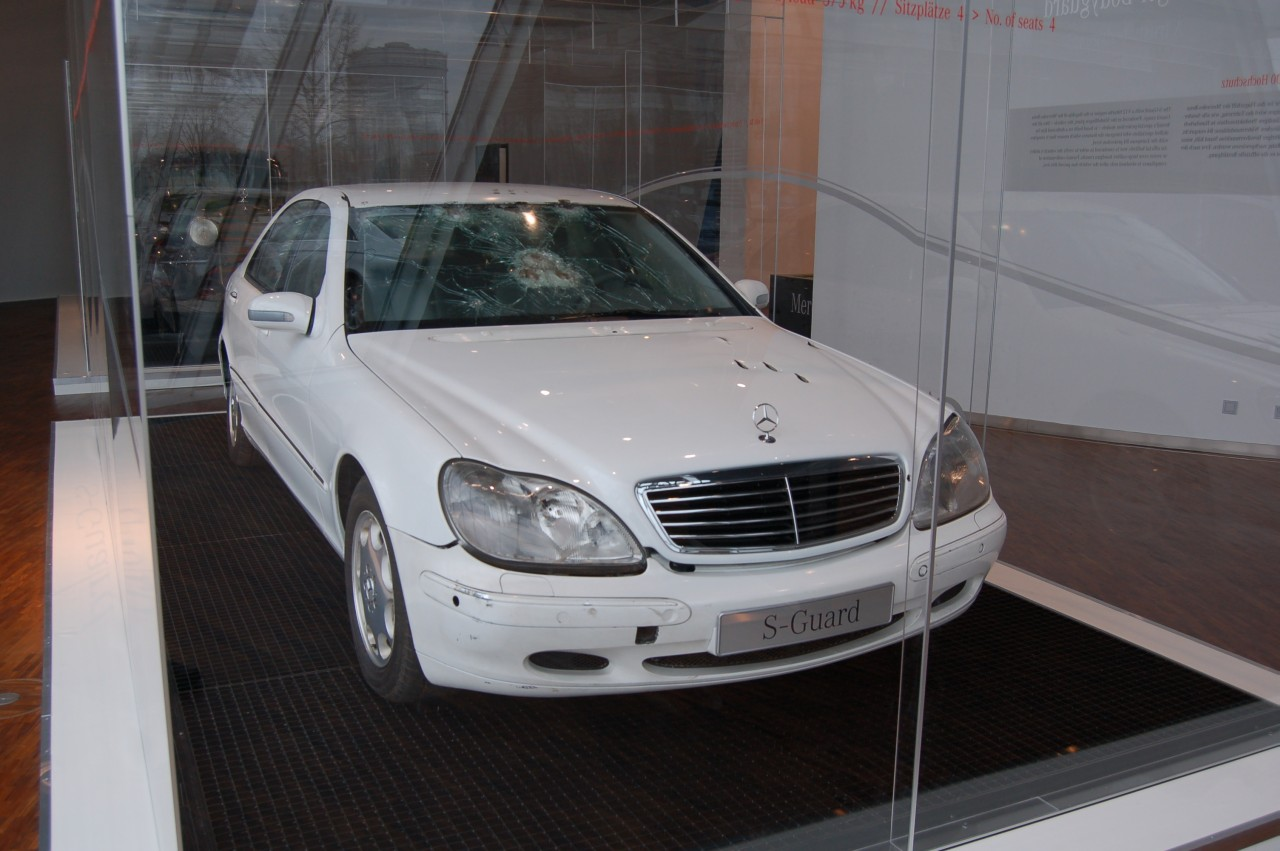
Mercedes-Benz S-Guard

### Основная
- Eberhard Kittler. Typenkompass Mercedes-Benz Band 2. Personenwagen seit 1976. — Motorbuch Verlag, 2002. — ISBN 3613022095.
- Colin Pitt. Mercedes-Benz W126 W140 W220. — Unique Motor Books, 2002. — ISBN 1841555150.
- Matthias Röcke. Das neue große Mercedes-S-Klasse-Buch. — Heel, 2003. — ISBN 3898801586.
- Günter Engelen. Mercedes-Benz Personenwagen Band 4 Seit 1996. — Штутгарт, Германия: Motorbuch Verlag, 2003. — ISBN 3613023482.
- Fred Larimer. Mercedes-Benz Buyer's Guide: Roadsters, Coupes, and Convertibles. — США: MBI Publishing, 2004. — ISBN 0760318115.
- Heribert Hofner; Halwart Schrader. Mercedes-Benz Automobile Band 2: von 1964 bis heute. — Heel, 2005. — ISBN 3898804194.
- Martin Häußermann. Mercedes-Benz S-Class: The brochures since 1952. — Delius Klasing, 2006. — ISBN 3768817202.
- Martin Häußermann. Mercedes-Benz – The Large Coupés: The brochures since 1951. — Германия: Delius Klasing, 2006. — ISBN 3768818330.
- Harry Niemann. Personenwagen von Mercedes-Benz: Automobillegenden und Geschichten seit 1886. — Штутгарт, Германия: Motorbuch Verlag, 2006. — ISBN 3613025965.
- R.M. Clarke. Mercedes AMG Ultimate Portfolio 2000-2006. — Великобритания: Brooklands Books, 2007. — (Road Test Portfolio Series). — ISBN 9781855207486.
- James Taylor. Mercedes-Benz: Cars of the 1990s. — The Crowood Press, 2009. — С. 9–16, 173–190. — (Crowood AutoClassic Series). — ISBN 9781847970961.
- Rainer W. Schlegelmilch; Lehbrink, Hartmut; von Osterroth, Jochen. Mercedes. — Ullmann Publishing, 2013. — ISBN 9783848002672.
- James Taylor. Mercedes-Benz S-Class 1972-2013. — The Crowood Press, 2014. — ISBN 9781847975959.
- Christof Vieweg. Alles über die Mercedes-Benz-S-Klasse: eine Publikation der DaimlerChrysler-AG, Global Service. — Штутгарт, Германия: DaimlerChrysler-AG, Global Service, 2000. — ISBN 3932786149.

### Сервисные книги, руководства пользователя
- Mercedes-Benz Technical Companion. — Bentley Publishers, 2005. — ISBN 9780837610337.